# 奥里尼-圣伯努瓦特
奥里尼-圣伯努瓦特（法語：Origny-Sainte-Benoite，法語發音：[ɔʁiɲi sɛ̃t bənwat]）是法国上法蘭西大區埃纳省的一个市镇，属于圣康坦区。

## 地理
奥里尼-圣伯努瓦特（49°50'13"N, 3°29'21"E）面积23.3 平方千米，位于法国上法蘭西大區埃纳省，该省份为法国北部内陆省份，北起北部省，西接索姆省和瓦兹省，东临阿登省和马恩省，西南至塞纳-马恩省，东北部与比利时接壤。
与奥里尼-圣伯努瓦特接壤的市镇（或旧市镇、城区）包括：朗迪费和贝泰涅蒙、马基尼、蒙多里尼、讷维莱特、帕尔珀维尔、普莱讷塞尔沃、里布蒙、特内勒。
奥里尼-圣伯努瓦特的时区为UTC+01:00、UTC+02:00（夏令时）。

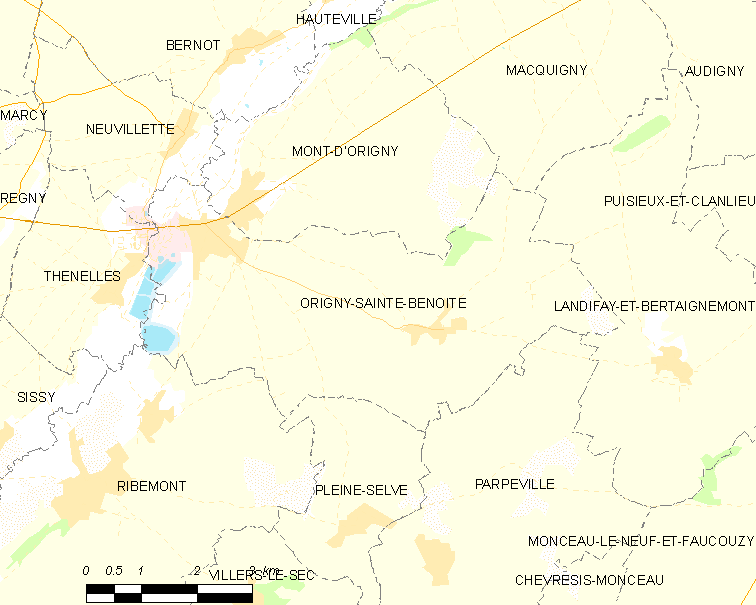
奥里尼-圣伯努瓦特的OSM定位图

## 行政
奥里尼-圣伯努瓦特的邮政编码为02390，INSEE市镇编码为02575。

## 政治
奥里尼-圣伯努瓦特所属的省级选区为里布蒙县。

## 人口

1962-2008年间奥里尼-圣伯努瓦特人口变化图示

奥里尼-圣伯努瓦特于2022年1月1日时的人口数量为1612人。